# Лапченко, Никифор Сергеевич
Ники́фор Серге́евич Ла́пченко (20 июня 1904, с. Новофирсово, Змеиногорский уезд, Томская губерния—1983, Москва) — советский организатор здравоохранения, заведующий Новосибирским областным отделом здравоохранения (1941—1947), Московским городским отделом здравоохранения (1952—1964).

## Биография
Никифор Сергеевич Лапченко родился 20 июня 1904 года в селе Новофирсово Змеиногорского уезда Томской губернии (ныне Курьинский район Алтайского края) в многодетной крестьянской семье. Отец, переселившийся в Сибирь из Волчанского уезда Харьковской губернии, был деревенским старостой.
В ранней юности отправляется в Барнаул, где начинает самостоятельно зарабатывать на жизнь. Позже перебирается в Томск, поступает на медицинский факультет Томского университета, который оканчивает в 1930 году.
После окончания университета распределяется в Кемерово, работает в должности главного врача.
В 1930-е годы переводится в Новосибирск, где занимает должности заместителя заведующего Новосибирского областного отдела здравоохранения и главного врача только что организованной Новосибирской областной больницы (1939—1941). С 1941 года — заведующий Новосибирского областного отдела здравоохранения. Руководил новосибирской медициной в тяжелые военные годы, занимался организацией госпиталей на базе уже существующих медицинских учреждений.
Работал и в качестве практикующего хирурга, лично оперировал представителей высшего командного состава Красной Армии.
После войны окончил высшую партийную школу.
С 1947 по 1952 год работает в Калинине.
В 1952 году переезжает в Москву, где назначается заведующим Московского городского отдела здравоохранения.

…Мне также пришлось поехать к нашему заведующему городским отделом здравоохранения, так как в соответствии с существующим положением каждое новое вмешательство должно быть санкционировано руководством. Операция была сама по себе не новой, но в данной ситуации она выполнялась впервые. Создалось положение, о котором с иронией пишут: «Хирургия — это терапия, доведенная до отчаяния». В то время завгорздравотделом был старый и опытный организатор здравоохранения Никифор Сергеевич Лапченко. Он посмотрел на меня из-под тяжело нависших век и медленно сказал: «Что же меня спрашивать? Вы оперируете — вы и отвечайте». Это было и разрешение, и предостережение.
— С. Я. Долецкий. Мысли в пути. - Москва: Советская Россия, 1974 г.
В 1964 году назначается на должность главного врача Городской клинической больницы имени С. П. Боткина.
Член КПСС. Делегат XXIII съезда КПСС (1966).
В 1964 году награждён Почетной Грамотой Президиума Верховного Совета РСФСР.
Скончался в 1983 году от сердечного приступа.

## Семья
- Злотникова, Александра Васильевна — супруга.
- Лапченко, Надежда Никифоровна (1928—1947) — старшая дочь.
- Лапченко, Сергей Никифорович (1932—1994) — сын, советский оториноларинголог, автор ряда научных монографий.
  - Лапченко, Александр Сергеевич — внук, доктор медицинских наук, профессор кафедры оториноларингологии РГМУ.
- Лапченко, Лидия Никифоровна (род. 1937) — дочь, врач-педиатр, эндокринолог, кандидат медицинских наук.